# Sara Barradas
Sara Dias Barradas Raposo (Lisboa, 27 de Novembro de 1990)  é uma actriz portuguesa.

## Biografia
Natural de Lisboa, estreou-se como actriz em 2002, ao interpretar Filomena em Amanhecer, da TVI. Com apenas 11 anos, Sara submeteu-se a um casting para televisão, no antigo Teatro Vasco Santana, e foi escolhida para o seu primeiro papel. Conciliou sempre a sua vida de actriz com a de estudante.
Nos anos seguintes seguiram-se vários projectos televisivos e a sua estreia em cinema.
Quando terminou o secundário, entrou na Universidade Lusófona de Humanidades e Tecnologias, onde iniciou o curso de Psicologia. 
Estreou-se no teatro em 2013, com a comédia "Isto é que me dói!", no Teatro Villaret (Lisboa), ao lado do marido e actor José Raposo. A peça foi produzida pela produtora "Estreia, Sucesso e Despedida - Produções Lda", empresa fundada pelo casal de actores em 2011. Durante a exibição de "Isto é que me dói!", estrearam também outra peça, a comédia absurda "Casa de Campo".
Em 2009 e em 2014, a actriz fez formação na área da representação, em Madrid e no Rio de Janeiro, respectivamente.

### Vida pessoal
É casada com o actor José Raposo desde 27 de Novembro de 2011. O casamento com o actor, ocorreu depois de um ano de namoro, numa cerimónia secreta, no dia de aniversário da actriz.
Em 30 de março de 2019 (5 anos) foi mãe de uma menina, de nome Lua.

## Carreira

### Cinema
| Ano  | Filme                   | Personagem      | Realizador                     | Notas          |
| ---- | ----------------------- | --------------- | ------------------------------ | -------------- |
| 2005 | Coisa Ruim              | Filha de Ismael | Tiago Guedes e Frederico Serra | Longa-metragem |
| 2007 | Draft                   | Rita            | Ruben Santos                   | Curta-metragem |
| 2011 | Né?                     | Fã              | Rodrigo Duvens Pinto           | Curta-metragem |
| 2012 | A Última Dança          | Aurora          | Vasco Oliveira                 | Curta-metragem |
| 2017 | Rafeiro                 | Maria           | Cátia Silva                    | Curta-metragem |
| 2018 | Tróia                   | Rita            | Afonso Raimundo                | Curta-metragem |
| 2023 | A Minha Casinha (filme) | Susana (jovem)  | António Sequeira               | Longa-metragem |

### Teatro
| Ano         | Título                     | Personagem      | Encenador           | Autor                                 | Teatro                                |
| ----------- | -------------------------- | --------------- | ------------------- | ------------------------------------- | ------------------------------------- |
| 2013        | Isto É Que Me Dói!         | Enfermeira Sara | Francisco Nicholson | Paulo Pontes                          | T. Villaret e tournée                 |
| 2013        | Casa de Campo              | Sheila          | Frederico Corado    | Miguel Raposo a partir de Woody Allen | T. Villaret                           |
| 2018        | Geração Facebook           | Raquel          | Miguel Dias         | Miguel Dias                           | Tournée                               |
| 2018        | O Dia do Sabat             |                 | Miguel Loureiro     | Miguel Loureiro                       | Rua das Gaivotas 6                    |
| 2019        | Vou Levar-te Comigo        | Vitória         | Paulo César         | Fernando Heitor                       | Tournée                               |
| 2019        | Pare Escute e Ria!         | Várias          | Flávio Gil          | Flávio Gil, Miguel Dias e Renato Pino | Teatro Maria Vitória                  |
| 2021 - 2022 | Perfeitos Desconhecidos    | Júlia           | Pedro Penim         | Paolo Genovese                        | Teatro Maria Matos e Tournée          |
| 2022        | A Casa de Bernarda Alba    | Adela           | Beto Covile         | Federico García Lorca                 | Teatro do Bairro                      |
| 2022 - 2023 | Trair e Coçar é Só Começar | Constança       | Miguel Thiré        | Marcos Caruso                         | Casino Lisboa - Auditório dos Oceanos |
| 2024        | Se Acreditares Muito       | Alex            | Flávio Gil          | Cordelia O'Neill                      | Teatro da Trindade                    |
| 2024        | Prometeu Agrilhoado        | Io              | Beto Covile         | Ésquilo                               | Ruínas do Teatro Romano de Lisboa     |
| 2024 - 2025 | Cheque Mate                | Helena          | Carlos Thiré        | Juca de Oliveira                      | Casino Lisboa - Auditório dos Oceanos |

### Televisão
| Ano         | Projeto                        | Papel                               | Notas                 | Canal |
| ----------- | ------------------------------ | ----------------------------------- | --------------------- | ----- |
| 2002 - 2003 | Amanhecer                      | Filomena «Mena» Gomes               | Elenco Infantil       | TVI   |
| 2003 - 2004 | Queridas Feras                 | Clara «Clarinha» das Dores          | Elenco Infantil       | TVI   |
| 2004        | Os Malucos do Riso (Mini)      | Vários Papéis                       | Participação          | SIC   |
| 2004 - 2005 | Zero em Comporta mento         | Sónia Sorriso                       | Elenco Principal      | SIC   |
| 2006        | Fala-me de Amor                | Rita Simões                         | Elenco Principal      | TVI   |
| 2007 - 2008 | Morangos com Açúcar (T5/T6)    | Diana Almeida                       | Co- Protagonista      | TVI   |
| 2008 - 2009 | Flor do Mar                    | Maria Inês Neto                     | Co- Protagonista      | TVI   |
| 2010 - 2011 | Espírito Indomável             | Cláudia Ramos                       | Elenco Principal      | TVI   |
| 2011 - 2012 | Remédio Santo                  | Aurora do Rosário (Santinha da Luz) | Co- Protagonista      | TVI   |
| 2013        | Mundo ao Contrário             | Catarina Malta                      | Protagonista          | TVI   |
| 2015 - 2016 | Os Nossos Dias (2.ª temporada) | Alice Silva                         | Protagonista          | RTP1  |
| 2016        | Massa Fresca                   | Margarida «Guida» Afonso            | Elenco Principal      | TVI   |
| 2017 - 2018 | Jogo Duplo                     | Gabriela Nunes                      | Elenco Principal      | TVI   |
| 2020        | Quer o Destino                 | Vitória Santareno                   | Protagonista          | TVI   |
| 2020        | Quer o Destino                 | Margarida Rosa                      | Protagonista          | TVI   |
| 2021        | Até que a Vida Nos Separe      | Clara                               | Participação          | RTP1  |
| 2022 - 2023 | Quero É Viver                  | Olga Rosa Lobo Sidónio              | Protagonista          | TVI   |
| 2023        | Morangos com Açúcar            | Diana Almeida                       | Participação Especial | TVI   |
| 2024        | Sr. Rui - Um Homem do Povo     | Isabel Almeida                      | Participação Especial | TVI   |
| 2024        | A Filha                        | Susana                              | Elenco Principal      | TVI   |
| 2025        | A Protegida                    | Isabel Nóbrega                      | Elenco Principal      | TVI   |
| 2025        | Faro                           | Ana Cristina                        | Elenco Principal      | RTP1  |

## Formação
| Ano  | Título                                                  | Escola                                                         | Notas    |
| ---- | ------------------------------------------------------- | -------------------------------------------------------------- | -------- |
| 2009 | Seminário intensivo de corpo, movimento e interpretação | Estúdio Corazza, de Juan Carlos Corazza, em Madrid             | Workshop |
| 2014 | Workshops de teatro                                     | Casa das Artes de Laranjeiras (CAL), no Rio de Janeiro, Brasil | Workshop |

## Curiosidades
Sara protagonizou a 8ª edição da revista Noivas de Passerelle, no Rio de Janeiro, em 2014.
A sua irmã, Bárbara Barradas, submetendo-se a um casting, estreou-se na representação com apenas 4 anos, no papel de "Alice", no filme Alice de Marco Martins. Participou ainda na série "Morangos com Açúcar" e numa peça de Filipe La Féria.